# August Blunck
Johann Friedrich August Blunck (* 24. April 1858 in Altona; † 13. Mai 1946 in Berlin) war ein deutscher Architekt und Maler.

## Leben
Blunck war der Sohn eines Schuhmachermeisters, lernte zunächst das Handwerk des Tischlers und studierte dann Malerei und Architektur, zuerst in Hamburg und an der Kunstgewerbeschule Wien und danach als Schüler von Anton von Werner an der Berliner Kunstakademie. Nach einer Lehrtätigkeit in Hamburg kehrte er nach Berlin zurück und wurde dort Lehrer an der städtischen Handwerkerschule I, später an der städtischen Kunstgewerbeschule und Leiter von deren Außenstelle in Berlin-Kreuzberg. Neben seiner Lehrtätigkeit fertigte Blunck Arbeiten als Maler, Zeichner und Architekt.
Für die 1892–1894 errichtete Samariterkirche in Berlin-Friedrichshain entwarf Blunck die Glasmalereien für die Chorfenster, die dann vom Königlichen Institut für Glasmalerei in (Berlin-)Charlottenburg nach seinen Kartons ausgeführt und im Zweiten Weltkrieg zerstört wurden.
Künstlerisch war Blunck bis ins hohe Alter produktiv. So malte er noch 1936 ein Monumentalgemälde über einen Aufmarsch der Nationalsozialisten im Lustgarten. Impressionistische Gemälde von ihm wurden zuletzt 2009 in Berlin ausgestellt.
Ab 1904 war er mit Käthe Torkowsky (1872–1942) verheiratet.
Blunck starb 1946 in seinem Haus in Berlin-Lichtenrade.

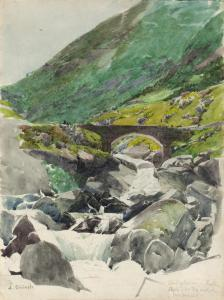
In den Bergen